# Gösta Hård
Karl Herman Gösta Hård, född 23 juli 1897 i Livgardet till häst församling, Stockholm, död 16 december 1960 i Villa Skogsbo, Norra Kyrketorps församling, Skultorp, Skaraborgs län
, var en svensk militär (överste) och etiopisk brigadgeneral.

## Biografi
Hård utnämndes till fänrik vid flottan år 1919. När marinens flygväsende och arméflyget slogs samman år 1926 överfördes han till det nybildade Flygvapnet. Hård var flottiljchef vid Västgöta flygflottilj (F 6) under åren 1941–1950. År 1950 avslutade han sin tjänstgöring i Flygvapnet. Och värvades till det etiopiska flygvapnet, Imperial Ethiopian Air Force (IEAF), där han blev utnämnd till Brigadgeneral och Chef för flygvapnet. Han återkom till Sverige efter att hans förordnade gått ut år 1952. Hård är begravd på Galärvarvskyrkogården i Stockholm.